# 영어 음운론
이 문서는 영어 음운론을 설명한다. 다른 언어들처럼 영어의 발음은 역사적으로도 크게 변해 왔고 사투리에 따라서도 많은 차이가 난다. 그러나 다양한 지역에서 쓰이는 영어 사투리들은 일반적으로 비슷한 음운 체계를 지녔다. 예를 들어 대부분의 방언은 강세 없는 음절에서 모음 약화가 일어난다. 대부분의 영어 방언은 자음 /w/(철자 ⟨w⟩로 씀)을 보존했으며 많은 방언이 자음 /θ, ð/(철자 ⟨th⟩로 씀)을 보존하고 있지만, 다른 게르만어파 언어 대부분은 이 소리들을 각각 /v/와 /t, d/로 바꾸었다. 영어 will i/wɪl/과 then i/ðɛn/의 발음을 독일어 will [vɪl] ( 듣기)(‘원하다’)과 denn [dɛn] ( 듣기)(‘왜냐하면’)의 발음과 비교해 보라.
영어 음운론 분석은 위세 방언이나 표준 방언에 집중하거나 이러한 방언을 기준점으로 사용하는 경우가 많다. 이러한 방언의 예로는 잉글랜드의 용인 발음, 미국의 일반 미국 발음, 오스트레일리아의 일반 호주 발음 등이 있다. 그러나 그 밖에도 표준화된 방언들과 별개로 발달해 온 수많은 영어 방언들이 존재한다. 따라서 표준 방언들에 관한 정보는 영어 음운론의 전체를 담지는 못하며, 영어의 다른 방언들을 이해하는 데 도움이 되는 길라잡이 정도로 여길 수 있다.

## 음소
한 언어의 음소란 그 언어나 방언의 화자들이 똑같다고 인지하는 말소리들의 묶음이다. 예를 들어 영어 단어 ‘through’는 3개의 음소로 이루어져 있는데, 처음의 ‘th’ 소리, 중간의 ‘r’ 소리, 마지막의 모음 소리이다. 영어 단어의 음소들은 항상 철자와 일대일로 대응하지는 않는다(영어의 정서법은 철저하게 음소적이지는 못하다.)
음소의 개수와 분포는 영어의 방언마다 다르고, 연구자의 해석에 따라서도 달라진다. 자음 음소의 개수는 일반적으로 24개로 (또는 그보다 약간 더 많게) 본다. 모음 음소의 개수는 더 많은 차이가 난다. 본 문서에서 설명하는 체계에서는 용인 발음에 20~25개의 모음 음소가 있고, 일반 미국 발음에는 14~16개, 호주 영어에는 19~20개의 음소가 있다. 영어 사전에서 쓰이는 발음 표기법에는 일반적으로 이보다 조금 더 많은 수의 기호가 있는데, 외국어의 발음 또는 엄밀히 말해 음소적이지 않은 발음의 차이를 나타내기 위해서이다.

### 자음
다음은 영어의 거의 모든 방언에 나타나는 자음 음소 24개와 함께 그보다 분포가 제한적인 /x/를 나타낸 표이다. 경음은 항상 무성음이고, 음절초에서 유기음이며, 음절말에서는 종종 어느 정도 성문음화된다(/t/가 가장 큰 영향을 받는다. T-성문음화 참조). 반면에 연음은 항상 무기음이며 성문음화되지 않고, 대개 부분적으로나 전체적으로 유성음이다. 치경음은 대개 설첨음, 즉 혀끝이 입천장에 닿거나 접근해서 나는 소리이지만, 어떤 화자들은 설단음, 즉 혓날로 내는 소리로 발음하기도 한다. 
|                |        | 순음 | 치음 | 치경음 | 후치경음 | 경구개음 | 연구개음 | 성문음 |
| -------------- | ------ | ---- | ---- | ------ | -------- | -------- | -------- | ------ |
| 비음           | 비음   | m    |      | n      |          |          | ŋ        |        |
| 파열음/ 파찰음 | 경음   | p    |      | t      | tʃ       |          | k        |        |
| 파열음/ 파찰음 | 연음   | b    |      | d      | dʒ       |          | ɡ        |        |
| 마찰음         | 경음   | f    | θ    | s      | ʃ        |          | x        | h      |
| 마찰음         | 연음   | v    | ð    | z      | ʒ        |          |          | h      |
| 접근음         | 접근음 |      |      | l      | r        | j        | w        |        |

1. 1 2 3  대부분의 영어 방언에서는 몇몇 단어에 성절 자음이 나타난다. ‘bottle’, ‘rhythm’, ‘button’의 끝 소리인 [l̩, m̩, n̩]이 그 예이다. 이런 경우 마지막 두 자음 사이에는 음성적으로 모음이 발음되지 않기 때문에, ‘bottle’의 발음은 [ˈbɒtl̩], [ˈbɑɾl̩], 또는 [ˈbɔɾl̩]이 되고(각각 용인 발음, 일반 미국 발음, 호주 발음) ‘button’의 발음은 [ˈbʌʔn̩]이 된다. 이론적으로는 이런 성절 자음을 별개의 음소로 분석할 수도 있다. 그러나 그렇게 하면 영어의 음소 목록에 여러 자음을 추가해야 하며,[2] 음운론자들은 성절 자음을 음운론적으로 /əC/로 분석하기를 선호한다.[3][4] 예를 들어 ‘button’은 음운론적으로 /ˈbʌtən/ 또는 /ˈbɐtən/이며 ‘bottle’은 음운론적으로 /ˈbɒtəl/, /ˈbɑtəl/, 또는 /ˈbɔtəl/이라고 분석하는 것이다.
2. 1 2  th-파열음화를 겪은 방언에서 /θ, ð/는 파열음으로 소리난다. 이런 방언의 예로는 아일랜드 영어와 뉴욕 영어가 있다. th-전진을 겪은 방언에서는 /f, v/로 소리나며 코크니와 미국 흑인 영어의 일부 변종이 여기에 속한다.
3. ↑  무성 연구개 마찰음 /x/는 주로 아일랜드, 스코틀랜드, 남아프리카, 웨일스 영어에 주로 나타난다. 스코틀랜드 영어의 /x/는 다른 방언에서 /k/로 발음되는 경우가 많다. 연구개 마찰음은 ‘chutzpah’처럼 최근에 들어온 외래어에 나타나기도 한다. 웨일스어와 아프리칸스어의 영향 때문에 웨일스와 남아프리카 영어에서 /x/의 실제 발음은 연구개음인 [x]라기보다는 구개수음인 [χ]이다.[5][6][7] /x/가 존재하는 방언이라고 해서 /x/가 나타나는 단어들이 꼭 일치하지는 않는다. 예를 들어 웨일스 영어에서 /x/는 웨일스어에서 들어온 외래어에 나타나고(예: ‘Amlwch’ /ˈæmlʊx/), 남아프리카 백인 영어에서는 아프리칸스어나 코사어에서 들어온 외래어에만 나타난다(‘gogga’ /ˈxɒxə/ ‘벌레’ 등).[5][7]
4. ↑  이 음소의 발음은 일반적으로 후치경 접근음 [ɹ̠]이지만, 관습적으로 ⟨r⟩로 나타낸다. (하지만 국제 음성 기호에서 [r]은 치경 전동음을 뜻한다.) 이 음소를 치경 전동음으로 발음하는 경우도 있기는 하지만 드물다. 스코틀랜드 영어나 웨일스 영어의 일부 방언에서 그렇고[8] 가끔 용인 발음에서 특별히 강조하는 단어의 강세 모음 앞에서 그렇게 되기도 한다.
5. ↑  대부분의 방언에서[출처 필요] ‘huge’의 맨 앞 소리는 무성 경구개 마찰음 [ç]이지만, 이 발음은 음운론적으로 자음군 /hj/로 분석된다. 따라서 ‘huge’는 /hjuːdʒ/가 된다. 이는 /hw/의 경우와 마찬가지로, 영어 화자들이 실제로 [h] 다음에 [j]를 발음한다는 뜻이 아니다. /hj/라는 음운론적 표기는 [ç]라는 하나의 소리를 나타내는 편리한 방법으로 생각해도 좋다.[9] 노퍽 방언에서는 전통적으로 요드 탈락 현상이 일어나기 때문에 ‘huge’는 [çuːdʒ]가 아니라 [hʊudʒ]로 발음된다.
6. ↑  스코틀랜드, 아일랜드, 미국 남부, 뉴잉글랜드의 몇몇 보수적 방언에서는 ‘which’나 ‘whine’ 같은 단어에 나타나는 이중음자 ⟨wh⟩가 무성음 ‘w’ 발음인 [ʍ], 즉 무성 양순 연구개 마찰음[10][11][12] 또는 접근음을 나타내며[13] 이 소리는 ‘witch’나 ‘wine’ 같은 단어에 나타나는 유성음 ‘w’ 발음과 구별된다. 이 발음은 다른 대부분의 방언에서 사라졌고 유성음 ‘w’ 발음과 합쳐졌다(wine–whine 합류). 음운론적으로 이 소리는 별개의 음소 */ʍ/가 아니라 자음군 /hw/이라고 분석할 수 있다. 예를 들어 ‘which’와 ‘whine’은 각각 음운론적으로 /hwɪtʃ/와 /hwaɪn/로 나타낼 수 있다. 그렇다고 해서 이런 방언의 화자들이 실제로 [h] 다음에 [w]를 발음한다는 뜻은 아니다. /hw/라는 음운론적 표기는 단지 별개의 음소를 설정하지 않고 [ʍ]라는 하나의 소리를 나타내는 편리한 방법일 뿐이다.[9]

#### 자음의 예
다음 표는 자음 음소들이 단어에서 나타나는 예를 보여준다.
| 경음 | 경음     | 연음 | 연음     |
| ---- | -------- | ---- | -------- |
| p    | pit      | b    | bit      |
| t    | tin      | d    | din      |
| k    | cut      | ɡ    | gut      |
| tʃ   | cheap    | dʒ   | jeep     |
| f    | fat      | v    | vat      |
| θ    | thigh    | ð    | thy      |
| s    | sap      | z    | zap      |
| ʃ    | dilution | ʒ    | delusion |
| x    | loch     |      |          |
| h    | ham      |      |          |
|      |          | m    | map      |
|      |          | n    | thin     |
|      |          | ŋ    | thing    |
|      |          | j    | yes      |
|      |          | w    | we       |
|      |          | r    | run      |
|      |          | l    | left     |

#### 공명음
- /l/의 발음은 방언마다 다르다.
  - 용인 발음에는 /l/의 변이음이 크게 2개가 있다. ‘맑은’(clear) 또는 ‘일반적인’(plain) [l] 소리가 하나고, ‘어두운’(dark) 또는 연구개음화된 [ɫ] 소리가 또 하나다. 맑은 변이음은 같은 음절 안의 모음 앞에서 쓰이고, 어두운 변이음은 /l/이 자음 앞에 오거나 휴지 앞 음절말에 올 때 쓰인다.
  - 웨일스 남부, 아일랜드, 카리브해 방언에서는 /l/이 항상 맑은 경우가 많다. 웨일스 북부, 스코틀랜드, 호주, 뉴질랜드 방언에서는 항상[출처 필요] 어두운 소리로 난다.
  - 일반 미국 발음과 캐나다 방언에서는 /l/이 일반적으로 어두운 소리로 나지만 정도의 차이가 있다. 강세 모음 앞에서는 연구개음화되지 않거나 약간만 연구개음화된다.[14] 미국 남부 방언의 경우 /l/은 모음 사이에서 맑게 소리나며 몇몇 다른 위치에서도 그렇다.[15]
  - 잉글랜드 남부의 도시 방언, 뉴질랜드 방언, 미국 일부 방언에서 /l/은 음절말에서 반모음 [w], [o], [ʊ]로 발음되기도 한다(l-모음화).
- /r/의 발음은 방언마다 다양하다.
  - 후치경 접근음 [ɹ̠] (/r/ 음소의 가장 흔한 발음. 용인 발음과 일반 미국 발음 등 대부분의 방언에 나타난다.)
  - 권설 접근음 [ɻ] (대부분의 아일랜드 방언과 몇몇 미국 방언에 나타난다.)
  - 순치 접근음 [ʋ] (잉글랜드 동남부와 몇몇 런던 방언에 나타난다. r-순음화 현상으로 알려진 발음이다.)
  - 치경 탄음 [ɾ] (대부분의 스코틀랜드, 웨일스 방언과[16] 몇몇 남아프리카 방언, 잉글랜드와 아일랜드의 몇몇 보수적인 방언에서 나타난다. /t/와 /d/의 탄음화와는 구분해야 한다.)
  - 치경 전동음 [r] (매우 보수적인 몇몇 스코틀랜드 방언과 몇몇 웨일스 방언에서 나타난다.[8])
  - 유성 구개수 마찰음 [ʁ] (노섬브리아 북부에서 나타나지만 지금은 거의 사라졌다.)
- 대부분의 방언에서 /r/은 많은 환경에서 [ɹ̠ʷ]로 순음화된다. 예를 들어 ‘reed’ [ɹ̠ʷiːd], ‘tree’ [t̠ɹ̠̊ʷiː]와 같다. 후자의 경우, /t/까지도 약간 순음화될 수 있다.[17]
- 일반 미국 발음 등 R음 방언에서, /r/은 뒤에 모음이 오지 않을 경우 앞선 모음의 치경 접근 수반음으로 실현된다. 예를 들어 ‘nurse’ [ˈnɚs], ‘butter’ [ˈbʌtɚ]와 같다.

#### 장애음
대부분의 방언에서 경음 파열음과 파찰음 음소 /p, t, tʃ, k/는 다양한 변이음으로 소리나며, 여러 음성적 특징을 통해 연음 음소 /b, d, dʒ, ɡ/와 구별된다.
- 경음 /p, t, tʃ, k/의 변이음으로는 다음이 있다.
  - 강세 음절의 첫소리인 경우 유기음 [pʰ, tʰ, kʰ]으로  나타난다. ‘potato’의 ‘t’ 따위이다. 그 뒤에 유음이 오는 경우, 기식음은 뒤따르는 유음의 무성음화로 실현되는 경우가 많다. 같은 음절의 /s/ 뒤에 나타나는 경우 무기음 [p, t, k]으로 나타난다. ‘stan’, ‘span’, ‘scan’ 따위이다. 음절말에서도 무기음으로 나타난다. ‘mat’, ‘map,’ ‘mac’ 따위이다.[19] 무성 마찰음은 항상 무기음이다. 단, 웨일스 영어에서는 유기음으로 발음되기도 한다.[20]
  - 여러 방언에서 경음 파열음 /p, t, k, tʃ/은 어떤 위치에서 성문음화된다. 성문음화는 구강 폐쇄에 앞선 성문 폐쇄음으로 나타나기도 하고(‘선(先)성문음화’ 또는 ‘성문음 강화’) 구강 파열음이 성문 파열음으로 교체되기도 한다(성문음 교체). /tʃ/는 선성문음화될 수는 있지만 성문음으로 교체되지는 않는다. 일반적으로 영국 영어와 미국 영어에서 선성문음화가 일어나는 경우는 경음 음소 뒤에 또다른 자음이 오거나 음절말에 있을 때이다. 즉 ‘football’과 ‘catching’은 [ˈfʊʔtbɔːl], [ˈkæʔtʃɪŋ]으로 발음될 수 있다. 성문음 교체도 마찬가지 환경에서 일어난다. 즉 ‘football’을 [ˈfʊʔbɔːl]로 발음하기도 한다. 또한 영국 영어에서는 /t/가 모음과 모음 사이에 있고 앞선 모음이 강세모음일 때 성문음으로 교체되는 경우가 점점 흔해지고 있다. 즉 젊은 화자들은 ‘getting better’를 종종 [ˈɡeʔɪŋ ˌbeʔə]로 발음한다.[21] 이와 같은 t-성문음화는 영국의 여러 지역 방언에도 나타난다. 예를 들어 코크니 영어에서 t-성문음화는 어말에서도 나타나며 /p/와 /k/가 마찬가지 현상을 겪기도 한다.[22]
- 파열음은 경음과 연음 모두 다음과 같은 변이음이 있다.
  - 어말에서는 불파음 [p̚, b̚, t̚, d̚, k̚, ɡ̚]으로 발음될 수 있다.[23][24] 이는 영국보다 북미에서 더 흔하다.[23]
  - 다른 파열음이나 파찰음 앞에서는 ‘가려진 개방’(masked release)이 일어난다(‘rubbed’ [ˈrʌˑb̚d̥] 따위). 즉 두 번째 파열음의 폐쇄가 일어난 다음에 첫 번째 파열음의 개방이 일어난다. 이는 뒤따르는 파열음이 동일 조음 위치의 자음일 때도 마찬가지이다(‘top player’ 따위).[25] 웨일스 영어는 예외로, 첫 번째 파열음이 개방된 뒤 두 번째 파열음이 폐쇄되는 것이 일반적이다.[20]
  - 파찰음 /tʃ, dʒ/은 모든 환경에서 반드시 마찰음으로 개방된다.[26]
- 미국과 캐나다에서는 아주 흔하게, 그리고 호주와[27] 뉴질랜드에서는[28] 그보다 덜 흔하게, /t/와 /d/는 특정 환경에서 유성 치경 탄음 [ɾ]으로 발음될 수 있다. 이 환경은 앞 음소가 강세 모음이고 (둘 사이에 /r/이 와도 된다) 뒤 음소가 비강세 모음 또는 성절음 /l/인 경우를 말한다. ‘water’, ‘bottle’, ‘petal’, ‘peddle’, ‘hurtle’, ‘hurdle’ 따위가 그 예이다. (탄음으로 발음되는 경우, petal과 peddle, hurtle과 hurdle은 발음이 똑같다.) 탄음은 단어 경계에서도 나타날 수 있는데, ‘put it on’ 따위가 그 예이다. 이런 환경에 자음군 /nt/가 나타날 경우, 일부 미국 영어 화자들은 이것을 비음화된 탄음으로 발음하기도 한다. 이 소리는 /n/과 구분하기 힘들 수도 있다. 즉 ‘winter’ [ˈwɪɾ̃ɚ]는 ‘winner’ [ˈwɪnɚ]와 발음이 비슷하거나 똑같아질 수 있다.[29]
- 요드 융합(Yod-coalescence)는 자음군 /dj/, /tj/, /sj/, /zj/가 구개음화되어 [dʒ], [tʃ], [ʃ], [ʒ]로 융합되는 현상을 말한다. 음절 경계를 사이에 두고 자주 일어난다.[30]
  - 강세 음절 내의 요드 융합(‘tune’, ‘dune’ 등)은 오스트레일리아 영어, 코크니, 에스추어리 영어, 아일랜드 영어(일부 화자), 뉴펀들랜드 영어, 남아프리카 영어에서 일어나며, 뉴질랜드 영어와 스코틀랜드 영어(다수 화자)에서도 어느 정도 찾아볼 수 있다. 이 때문에 추가적인 동음이의어가 생겨날 수 있다. 예를 들어 ‘dew’와 ‘due’는 ‘Jew’와 똑같이 발음된다.[31]
  - 특정 방언(호주 영어, 남아프리카 영어, 뉴질랜드 영어 등)에서 강세 음절의 /sj/,  /zj/는 각각 [ʃ], [ʒ]로 융합될 수 있다. 예를 들어 호주 영어의 일부 화자는 ‘assume’을 [əˈʃʉːm]으로 발음한다.[32] 또한 영국, 캐나다, 미국, 뉴질랜드, 호주 영어의 일부 화자는 /tr/ 앞에 오는 /s/를 /ʃ/로 바꾸기도 한다.[33] 예컨대 ‘strewn’을 [ʃtruːn]로 발음하는 것이다.[34]
- 후치경음 /tʃ, dʒ, ʃ, ʒ/은 순음화되어 [tʃʷ dʒʷ ʃʷ ʒʷ]로 발음되는 경우가 많다.

### 모음
영어는 모음 음소의 수가 많으며, 모음 체계가 방언마다 크게 다르다. 따라서 똑같은 단어의 모음이라 해도 방언에 따라 다른 기호로 표기될 수 있다. 영어의 다양한 방언을 함께 다뤄야 할 때에는 어휘 집합(lexical set)이라는 것을 사용한다. 어휘 집합이란 똑같은 모음이 들어간 단어들의 모임이다. 예를 들어 LOT이라는 집합에는 ‘lot’처럼 용인 발음에서 /ɒ/ 모음이 들어가고 일반 미국 발음에서 /ɑ/ 모음이 들어간 단어들이 속한다. 그러면 ‘LOT 모음’이라는 말은 각 방언에서 LOT 집합의 단어들에 나타나는 모음을 가리키기도 하고, 아니면 (보다 추상적으로) 방언 간의 음소 대응 관계를 나타내는 통음소(diaphoneme)를 가리키기도 한다. 음성학자 존 C. 웰스가 고안해 널리 쓰이는 어휘 집합 체계를 아래에 나타내었다. 각각의 어휘 집합에 대응하는 용인 발음(RP)과 일반 미국 발음(GA)의 음소를 옆에 표시하였다.
| LS      | RP | GA   |
| ------- | -- | ---- |
| TRAP    | æ  | æ    |
| BATH    | ɑː | æ    |
| PALM    | ɑː | ɑ    |
| LOT     | ɒ  | ɑ    |
| CLOTH   | ɒ  | ɔ, ɑ |
| THOUGHT | ɔː | ɔ, ɑ |
| KIT     | ɪ  | ɪ    |
| DRESS   | e  | ɛ    |
| STRUT   | ʌ  | ʌ    |
| FOOT    | ʊ  | ʊ    |

| LS     | RP | GA |
| ------ | -- | -- |
| FACE   | eɪ | eɪ |
| GOAT   | əʊ | oʊ |
| FLEECE | iː | i  |
| GOOSE  | uː | u  |

| LS     | RP | GA |
| ------ | -- | -- |
| PRICE  | aɪ | aɪ |
| CHOICE | ɔɪ | ɔɪ |
| MOUTH  | aʊ | aʊ |

| LS     | RP    | GA      |
| ------ | ----- | ------- |
| NURSE  | ɜː(r) | ɜr      |
| START  | ɑː(r) | ɑr      |
| NORTH  | ɔː(r) | ɔr      |
| FORCE  | ɔː(r) | ɔr, oʊr |
| NEAR   | ɪə(r) | ɪr      |
| SQUARE | eə(r) | ɛr      |
| CURE   | ʊə(r) | ʊr      |

| LS     | RP   | GA |
| ------ | ---- | -- |
| COMMA  | ə    | ə  |
| LETTER | ə(r) | ər |
| HAPPY  | i    | i  |

다음 표는 용인 발음, 일반 미국 발음, 일반 호주 발음의 모음 음소를 나타낸 것이다. 이 문서에서 용인 발음 표기에 사용한 기호들은 대체로 표준적인 것이지만, 일반 미국 발음과 일반 호주 방언 표기에 사용한 기호들은 덜 표준적이다. 아래 표에서 (전설, 고모음 등) 발음을 설명한 용어는 다소 추상적이며, IPA 기호가 보다 정확한 음가를 나타낸다.
|          | 전설                  | 전설                  | 중설                  | 중설                  | 후설                  | 후설                  |
| 단모음   | 장모음                | 단모음                | 장모음                | 단모음                | 장모음                |                       |
| -------- | --------------------- | --------------------- | --------------------- | --------------------- | --------------------- | --------------------- |
| 고모음   | ɪ                     | iː                    | ʊ                     | uː                    |                       | ɔː                    |
| 중모음   | e                     | eə                    | ə                     | ɜː                    | ɒ                     |                       |
| 저모음   | æ                     |                       | ʌ                     |                       |                       | ɑː                    |
| 이중모음 | eɪ aɪ ɔɪ aʊ əʊ ɪə ʊə  | eɪ aɪ ɔɪ aʊ əʊ ɪə ʊə  | eɪ aɪ ɔɪ aʊ əʊ ɪə ʊə  | eɪ aɪ ɔɪ aʊ əʊ ɪə ʊə  | eɪ aɪ ɔɪ aʊ əʊ ɪə ʊə  | eɪ aɪ ɔɪ aʊ əʊ ɪə ʊə  |
| 삼중모음 | (eɪə aɪə ɔɪə aʊə əʊə) | (eɪə aɪə ɔɪə aʊə əʊə) | (eɪə aɪə ɔɪə aʊə əʊə) | (eɪə aɪə ɔɪə aʊə əʊə) | (eɪə aɪə ɔɪə aʊə əʊə) | (eɪə aɪə ɔɪə aʊə əʊə) |

|          | 전설     | 전설     | 중설     | 후설     | 후설     |          |
| 이완     | 긴장     | 이완     | 중설     | 긴장     |          |          |
| -------- | -------- | -------- | -------- | -------- | -------- | -------- |
| 고모음   | ɪ        | i        |          | ʊ        | u        |          |
| 중고모음 |          | eɪ       | ə (ɜ)    |          | oʊ       |          |
| 중저모음 | ɛ        |          | ə (ɜ)    | ʌ        | (ɔ)      |          |
| 저모음   | æ        |          |          |          | ɑ        |          |
| 이중모음 | aɪ ɔɪ aʊ | aɪ ɔɪ aʊ | aɪ ɔɪ aʊ | aɪ ɔɪ aʊ | aɪ ɔɪ aʊ | aɪ ɔɪ aʊ |

|          | 전설                   | 전설                   | 중설                   | 중설                   | 후설                   | 후설                   |
| 단모음   | 장모음                 | 단모음                 | 장모음                 | 단모음                 | 장모음                 |                        |
| -------- | ---------------------- | ---------------------- | ---------------------- | ---------------------- | ---------------------- | ---------------------- |
| 고모음   | ɪ                      | iː                     |                        | ʉː                     | ʊ                      | oː                     |
| 중모음   | e                      | eː                     | ə                      | ɜː                     | ɔ                      |                        |
| 저모음   | æ                      | æː                     | ɐ                      | ɐː                     |                        |                        |
| 이중모음 | æɪ ɑɪ oɪ æɔ əʉ ɪə (ʊə) | æɪ ɑɪ oɪ æɔ əʉ ɪə (ʊə) | æɪ ɑɪ oɪ æɔ əʉ ɪə (ʊə) | æɪ ɑɪ oɪ æɔ əʉ ɪə (ʊə) | æɪ ɑɪ oɪ æɔ əʉ ɪə (ʊə) | æɪ ɑɪ oɪ æɔ əʉ ɪə (ʊə) |

1. 1 2 3 4 5 6 7 8 9 10  현대 용인 발음의 모음 /uː/, /ɔː/, /ɒ/, /ʌ/, /aɪ/는 그에 대응하는 호주 방언 모음  /ʉː/, /oː/, /ɔ/, /ɐ/, /ɑɪ/와 매우 비슷하다. 둘 사이의 차이는 대체로 표기상의 차이일 뿐이다. (용인 발음이 더 보수적으로 표기되었다.)
2. ↑  용인 발음에서 STRUT의 모음을 /ʌ/으로 표기하긴 하지만, 실제 발음은 중설 비원순 근저모음 [ɐ]에 더 가깝다. ⟨ʌ⟩라는 기호를 계속 사용하는 이유는 과거에 후설 모음이었기 때문에 관습이 되기도 했고 어떤 방언에서는 여전히 후설 모음으로 발음되기 때문이다.[38]
3. 1 2  일반 미국 발음에서 FACE와 GOAT의 모음을 각각 /eɪ oʊ/로 표기하긴 하지만, 이들 모음은 음운론적으로는 홑모음으로 분석되며 학계에서 흔히 /e o/로 표기된다.
4. 1 2  일반 미국 발음에는 사실 NURSE의 모음이 별도로 존재하지 않는다. 따라서 forward-foreword와 같은 쌍은 (RP에서는 /ˈfɔːwəd/와 /ˈfɔːwɜːd/로 구별되지만) 똑같이 [ˈfɔɹwɚd]로 발음되는 것이 일반적이다. 또한 일반 미국 발음에서 [ʌ](강세 모음)과 [ə](무강세 모음)은 동일한 음소의 변이음으로 취급할 수도 있다.[39]
5. ↑  북미 영어 화자들 중에는 (/r/ 앞일 경우를 제외하면) /ɔ/와 /ɑ/를 구분하지 않고 /ɑ/로 합치는 사람들이 많다(cot–caught 합류).

이들 방언 사이의 차이는 다음과 같이 설명할 수 있다.
- 일반 미국 발음에는 RP /ɒ/(LOT, CLOTH)에 대응하는 음소가 없다. 그 대신 LOT 집합의 단어에는 /ɑ/ 모음을 사용하고 CLOTH 집합의 단어에는 보통 /ɔ/ 모음을 사용한다. 일부 북아메리카 방언에서는, 즉 동부 뉴잉글랜드 영어(보스턴)와 서부 펜실베이니아 영어(피츠버그), 또 어느 정도는 태평양 연안 북서부 영어(시애틀, 포틀랜드)와 동부 캐나다 영어에서도, LOT 집합의 단어들은 PALM의 모음을 지니지 않고(father–bother 합류가 일어나지 않았고) 대신 CLOTH/THOUGHT의 모음과 합류했다.[40][41][42][43]
- RP를 전사할 때는 /ɛ/보다는 /e/의 기호를 쓰는데, 주로 편의상의 이유와 전통 때문이다. 반드시 일반 미국 발음과 다른 소리를 나타내는 것은 아니다. 그러나 RP의 이 모음은 일반 미국 발음과 비교해 조금 더 고모음이기는 하다.[44]
- GOAT의 모음을 RP에서는 /əʊ/로 나타내고 일반 미국 발음에서는 /oʊ/로 나타낸 이유는 가장 일반적인 음성적 실현이 다르다는 사실을 반영한 것이다.
- RP 표에 있는 삼중모음들은 보통 이중모음과 /ə/라는 두 음소의 연쇄로 취급한다. 그러나 RP에서 이러한 연쇄는 이중모음이나 심지어는 단일모음으로 단순화되는 경우가 많다.
- 호주 발음의 모음 기호는 호주 방언의 독특한 음성적 실현을 반영한 것이다.
  - GOOSE 모음은 [uː]가 아니라 중설모음 [ʉː]로 나타냈다.
  - DRESS 모음은 [ɛ]가 아니라 보다 고모음인 [e]로 나타냈다.
  - LOT, CLOTH, NORTH, FORCE의 모음은 전통적 RP의 [ɒ]가 아닌 중저모음 [ɔ]로 나타냈다. (여기서 RP와 발음의 차이가 있다기보다는 거의 순전히 표기상의 차이이다.)
  - STRUT 모음은 [ʌ]가 아니라 보다 저모음인 [ɐ]로 나타냈다.
  - CALM, START의 모음은 [ɑː]가 아니라 보다 전설모음인 [ɐː]로 나타냈다.
  - 이중모음의 발음과 표기도 RP와 조금씩 다르다.
  - 한편, 현대 RP에서도 GOOSE를 중설모음 [ʉː]로, LOT를 중저모음 [ɔ]로 발음하기도 한다. 후자의 경우 전통적 발음인 저모음 [ɒ]보다 오히려 더 흔한 발음이다.[45]
- RP의 /ɔː/와 호주 발음의 /oː/는 표기법만 다를 뿐 똑같이 중고모음 [oː]로 발음된다.[36][46]
- 호주 발음의 /eː/와 RP /eə/는 둘 다 이중모음이 아닌 장모음이고, 둘의 차이는 혀의 높이에 있다. 호주 발음의 /eː/는 중고모음 [eː]이고 그에 대응하는 RP 모음은 중저모음 틀:IP이다.[47][46]
- 호주 발음은 bad–lad 분화를 겪어 TRAP 모음이 단모음과 장모음으로 나뉘게 되었다. ‘bad’ 같은 단어에는 장모음 음소 /æː/가 나타나고 ‘lad’ 같은 단어에는 단모음 음소 /æ/가 나타난다. (일부 잉글랜드 남부 방언도 비슷한 분화를 겪었다.)

## 같이 보기
- 치경 접근 수반음

## 추가 문헌
Bacsfalvi, P. (2010). “Attaining the lingual components of /r/ with ultrasound for three adolescents with cochlear implants”. 《Canadian Journal of Speech-Language Pathology and Audiology》 3 (34): 206–217.
Ball, M.; Lowry, O.; McInnis, L. (2006). “Distributional and stylistic variation in /r/-misarticulations: A case study”. 《Clinical Linguistics & Phonetics》 2–3 (20).
Campbell, F., Gick, B., Wilson, I., Vatikiotis-Bateson, E. (2010), “Spatial and Temporal Properties of Gestures in North American English /r/”. Child's Language and Speech, 53 (1): 49–69
Cercignani, Fausto (1981), 《Shakespeare's Works and Elizabethan Pronunciation》, Oxford: Clarendon Press
Chomsky, Noam; Halle, Morris (1968), 《The Sound Pattern of English》, New York: Harper & Row
Crystal, David (1969), 《Prosodic Systems and Intonation in English》, Cambridge: Cambridge University Press
Dalcher Villafaña, C., Knight, R.A., Jones, M.J., (2008), “Cue Switching in the Perception of Approximants: Evidence from Two English Dialects”. University of Pennsylvania Working Papers in Linguistics, 14 (2): 63–64
Espy-Wilson, C. (2004), “Articulatory Strategies, speech Acoustics and Variability”. From Sound to Sense June 11 – June 13 at MIT: 62–63
Fudge, Erik C. (1984), 《English Word-stress》, London: Allen and Unwin
Gimson, A.C. (1962), 《An Introduction to the Pronunciation of English》, London: Edward Arnold
Hagiwara, R., Fosnot, S. M., & Alessi, D. M. (2002). “Acoustic phonetics in a clinical setting: A case study of /r/-distortion therapy with surgical intervention”. Clinical linguistics & phonetics, 16 (6): 425–441.
Halliday, M.A.K. (1970), 《A Course in Spoken English: Intonation》, London: Oxford University Press
Hoff, Erika, (2009), Language Development. Scarborough, Ontario. Cengage Learning, 2005.
Howard, S. (2007), “The interplay between articulation and prosody in children with impaired speech: Observations from electropalatographic and perceptual analysis”. International Journal of Speech-Language Pathology, 9 (1): 20–35.
Kingdon, Roger (1958), 《The Groundwork of English Intonation》, London: Longman
Locke, John L., (1983), Phonological Acquisition and Change. New York, United States. Academic Press, 1983. Print.
O'Connor, J. D.; Arnold, Gordon Frederick (1961), 《Intonation of Colloquial English》, London: Longman
Pike, Kenneth Lee (1945), 《The Intonation of American English》, Ann Arbor: University of Michigan Press
Sharf, D.J., Benson, P.J. (1982), “Identification of synthesized/r-w/continua for adult and child speakers”. Donald J. Acoustical Society of America, 71 (4):1008–1015.
Trager, George L.; Smith, Henry Lee (1951), 《An Outline of English Structure》, Norman, OK: Battenburg Press
Wise, Claude Merton (1957), Applied Phonetics, Englewood Cliffs, NJ:  Prentice-Hall.